# AXA Cup 2000
L'AXA Cup Indoor 2000 è stato un torneo di tennis giocato sul cemento indoor. È stata la 23ª edizione del torneo, che fa parte della categoria International Series Gold nell'ambito dell'ATP Tour 2000. Si è giocato a Londra in Inghilterra, dal 21 al 27 febbraio 2000.

## Campioni

### Singolare
Marc Rosset  ha battuto in finale  Evgenij Kafel'nikov con il punteggio di 6–4, 6–4

### Doppio
David Adams /  John-Laffnie de Jager hanno battuto in finale  Jan-Michael Gambill /  Scott Humphries con il punteggio di 6–3, 6(7)–7, 7–6(11)